# Зернер, Отто
Отто Зернер (нем. Otto Serner; 10 апреля 1857, Жагань, Нижняя Силезия, Пруссия — 9 июня 1929) — немецкий художник-импрессионист и пейзажист.

## Жизнь и творчество
Учился в берлинской Академии художеств, затем, в 1882—1886 годах — в дюссельдорфской Академии, где был учеником Ойгена Дюкера и Олафа Йернберга.

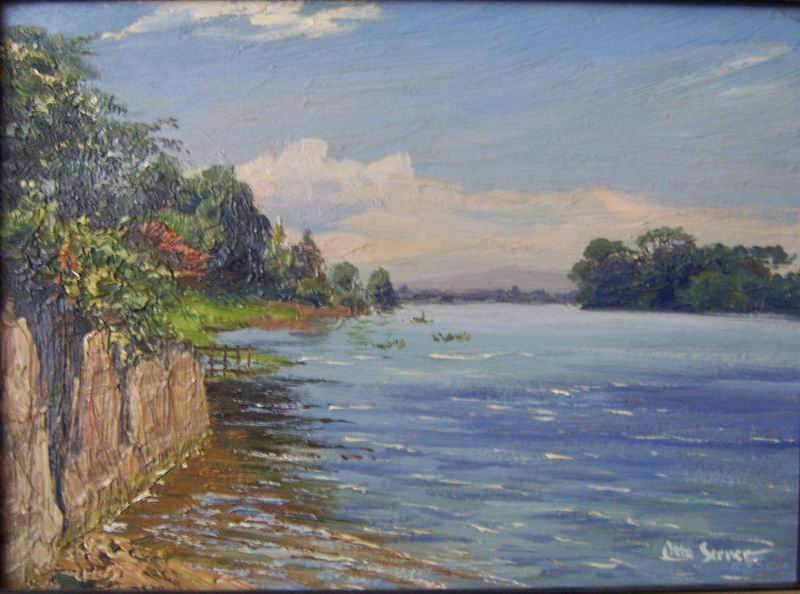
Отто Зернер Обрывистый берег у Сорренто

В 1885 году совершил путешествие по Италии, чтобы изучить способы передачи интенсивного южного света на полотне. По рекомендации своего учителя О. Дюкера ездил на этюды на остров Рюген, где его заинтересовали необычные скальные ландшафты и солнечные переливы морских волн. С 1897 года жил в Бреслау, затем переехал в Дрезден и работал над заказами последнего короля Саксонии, Фридриха Августа III, для выполнения которых совершал поездки в Италию и Грецию. Лучшие работы изображают морские просторы, освещённые яркими солнечными лучами. Последние годы жизни провёл в селении Куннерсдорф близ Хиршберга, в Силезии.